# Trachelas flavipes
Trachelas flavipes är en spindelart som beskrevs av Ludwig Carl Christian Koch 1882. Trachelas flavipes ingår i släktet Trachelas och familjen flinkspindlar. Inga underarter finns listade i Catalogue of Life.